# Scariff
Scariff (Iers: An Scairbh) is een plaats in het Ierse graafschap County Clare. Het is gesitueerd in het oostelijk deel van de county, nabij Lough Derg.
De naam Scariff is afgeleid van "scarbh", een doorwaadbare plaats in een rivier. De plaats is dan ook gelegen aan de rivier Graney, die stroomt vanaf Lough O'Grady ten westen naar Lough Derg ten oosten van Scariff.
Volgens de volkstelling in 1831 waren er 120 huizen en verscheidene grote olie- en graanmolens. In het begin van de negentiende eeuw was Scariff zelf een smeltoven voor ijzer rijk.
In 1960 werd hier de eerst spaanplaatfabriek van Ierland gesticht. De Irish Seed Savers Association heeft hier zijn zaadbank gevestigd, waar onder meer zaad van ruim 140 soorten appelbomen is opgeslagen.

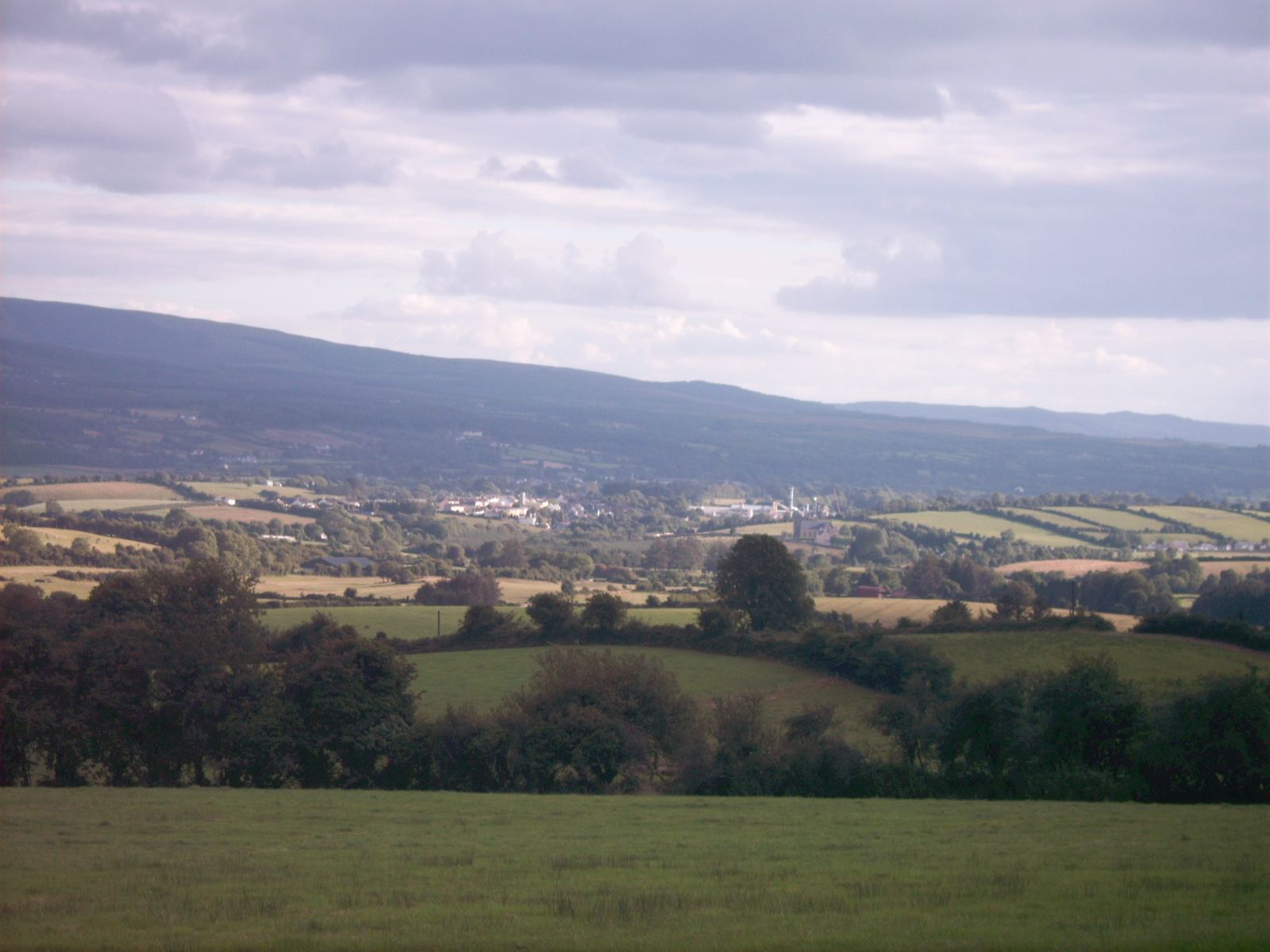
Scariff gezien vanaf een nabijgelegen heuvel. De spaanplaatfabriek, iets rechts van het midden, is het meest opvallende gebouw van de plaats.

## Geboren
- Sarah McTernan (1994), zangeres

Ardnacrusha · Aughinish · Ballynacally · Ballyvaughan · Barefield · Bodyke · Bridgetown · Broadford · Bunratty · Carrigaholt · Carran · Clarecastle · Clonlara · Cloonanaha · Connolly · Cooraclare · Coore - Corofin · Cratloe · Cree (Creegh) · Cross · Crusheen · Doolin · Doonaha · Doonbeg · Ennis · Ennistymon · Fanore · Feakle · Hurlers Cross · Inagh · Kilbaha · Kildysart · Kilfenora · Kilkee · Kilkishen · Killaloe · Killimer · Kilmihil · Kilnamona · Kilrush · Kilshanny · Knock · Labasheeda · Lahinch · Liscannor · Lisdoonvarna · Lissycasey · Loop Head · Meelick · Milltown Malbay · Mountshannon · Mullagh · Newmarket-on-Fergus · Noughaval · O'Briensbridge · O'Callaghans Mills · Parteen · Quilty · Quin · Ruan · Scariff · Shannon · Sixmilebridge · Spancillhill · Spanish Point · Tuamgraney · Tulla · Whitegate

Regio's

Burren · Loop Head